# Ihor Kistjakiwskyj

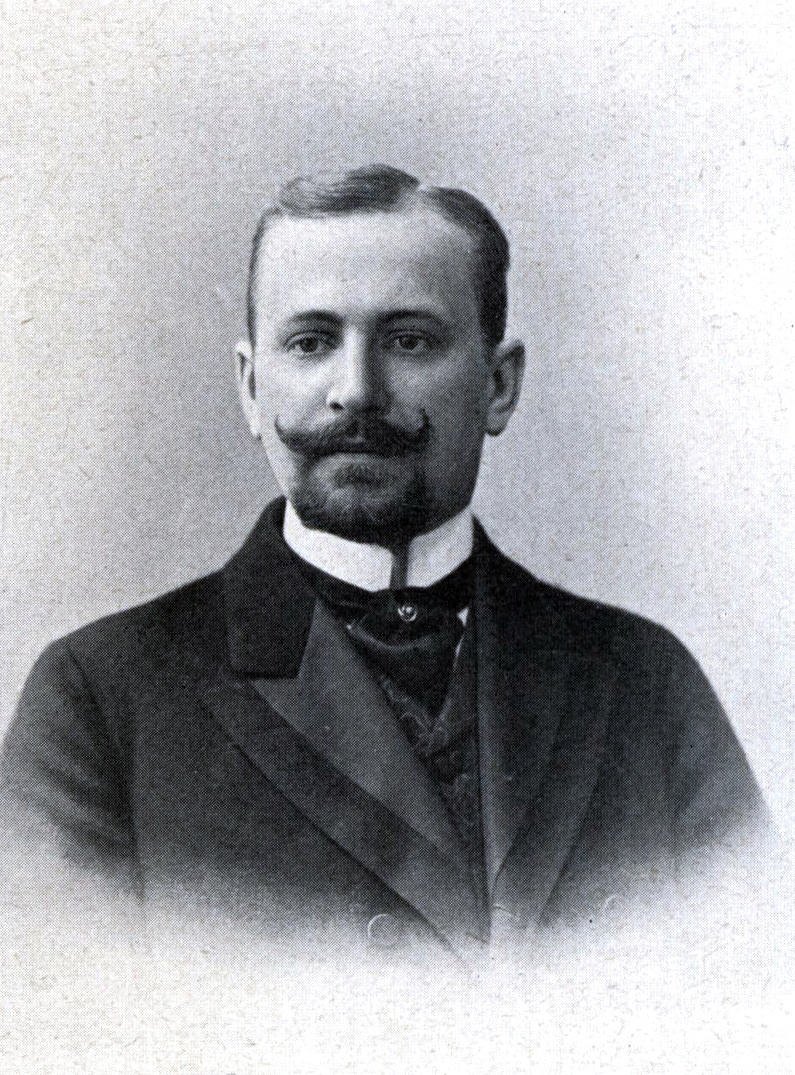
Ihor Kistjakiwskyj (1909)

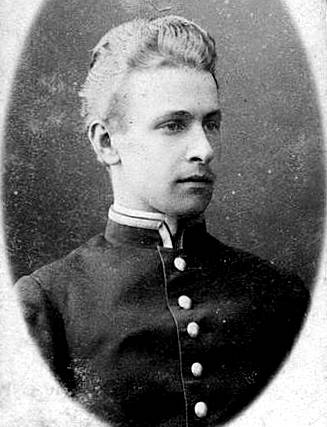
Kistjakiwskyj während seines Studiums an der Kiewer St.-Wladimir-Universität

Ihor Oleksandrowytsch Kistjakiwskyj (ukrainisch Ігор Олександрович Кістяківський, russisch Игорь Александрович Кистяковский Igor Alexandrowitsch Kistjakowski; * 4. Januarjul. / 16. Januar 1876greg. in Kiew, Gouvernement Kiew, Russisches Kaiserreich; † 14. September 1940 in Paris, Französischer Staat) war ein ukrainischer Rechtsanwalt und Innenminister des Ukrainischen Staates.

## Leben
Ihor Kistjakiwskyj kam 1875 als jüngster Sohn des ukrainischen Kriminalisten und Rechtswissenschaftlers Oleksandr Kistjakiwskyj (Олександр Федорович Кістяківський; 1833–1885) in Kiew zur Welt.
Er absolvierte 1897 ein Studium an der juristischen Fakultät der St.-Wladimir-Universität mit einer Goldmedaille für seine Arbeit an der Geschichte Roms, woraufhin er ein Stipendium zum Studium von römischen Recht und Zivilrecht erhielt, dass er unter anderem an deutschen Universitäten wahrnahm. Anschließend unterrichtete er von 1900 an kurzzeitig Jura an der Kiewer Universität und hatte gut vernetzte Verbindungen zur ukrainischen nationalen Befreiungsbewegung, darunter zu Wolodymyr Antonowytsch und Pawlo Schytezkyj. Zum praktizieren der Rechtswissenschaften ging er 1903 nach Moskau wo er, als vereidigter Anwalt, einer der engsten Angestellten des Anwalts und Vorsitzenden der ersten Staatsduma des Russischen Reiches Sergei Muromzew war und zwischen 1903 und 1910 an der Kaiserlichen Moskauer Universität lehrte, die er, aus Protest gegen die Verletzung der Universitätsautonomie durch den russischen Bildungsminister Lew Kasso (1865–1914), gemeinsam mit Wladimir Wernadski und weiteren Professoren verließ. Anschließend lehrte er von 1910 bis 1917 am Moskauer Handelsinstitut. Er war Mitglied der konstitutionellen Demokratischen Partei und aktives Mitglied der Freimaurerloge Der Große Osten der Völker Russlands und als erfolgreicher und wohlhabender Zivilanwalt ein Philanthrop der Ukraine. So war er 1912 einer der Initiatoren der Restaurierung der Zeitschrift Юридический вестник Juriditscheski westnik, deren Herausgeber sein Bruder Bohdan Kistjakowskyj war.
Nach der Oktoberrevolution kehrte er nach Kiew zurück und wurde im Mai 1918 Staatssekretär im Hetmanat von Pawlo Skoropadskyj sowie stellvertretender Leiter der ukrainischen Delegation zur Verhandlung eines Waffenstillstandes mit Sowjetrußland. Am 5. Juli desselben Jahres wurde er, in Nachfolge von Fedir Lysohub, Innenminister des Ukrainischen Staates. 
Gemeinsam mit weiteren Ministern, darunter Dmytro Doroschenko und Alexander Ragosa, befürwortete er eine unabhängige Ukraine und lehnte eine Föderation, auch mit einem nicht bolschewistischen Russland ab. Nach dem Zusammenbruch der unabhängigen Ukraine floh er 1919 nach Istanbul, wo er als Rechtsanwalt tätig war und Flüchtlinge aus Russland unterstützte. Später emigrierte er nach Paris und war dort in der russischen Weißen Emigrantengemeinschaft aktiv. Er starb in Paris und wurde auf dem russischen Friedhof von Sainte-Geneviève-des-Bois bestattet.
Die Angaben seines Sterbedatums schwanken zwischen Juni 1940, dem 14. September 1940 und Juni 1941.
Kistjakiwskyj war der Autor mehrerer russischsprachiger juristischer Werke. Unter anderem schrieb er über die Erbenpflichten für Schulden im römischen Recht (1900) sowie über den Begriff des Rechtssubjekts (1903).

## Familie
Ihor war der jüngere Bruder des Chemikers Wolodymyr Kistjakiwskyj (Володимир Олександрович Кістяківський; 1865–1952) und des Rechtsphilosophen und Soziologen Bohdan Kistjakowskyj (Богдан Олександрович Кістяківський; 1868–1920).
Zudem war er der Neffe des ukrainischen Ethnographen, Folkloristen, Historikers, Geographen und Journalisten Pawlo Tschubynskyj (1839–1884) und der Cousin des ukrainisch-amerikanischer Chemikers und Leiter der Explosionsabteilung im Los Alamos National Laboratory George Bogdan Kistiakowsky (1900–1982).